# 해정창 전투
해정창 전투(海汀倉戰鬪)는 한극함(韓克諴)이 이끄는 조선군을 가토 기요마사(加藤清正)가 이끄는 일본군이 격파한 전투이다.

## 배경
1592년 임진왜란이 시작되자 순식간에 한성을 점령한 일본군은 함경도 점령을 제2군에 맡긴다. 2군 소속 장수로는 가토 기요마사, 나베시마 나오시게(鍋島直茂), 사가라 요리후사(相良頼房) 등이 있다. 이들은 북진하여 임진강 전투에서 승리 후, 향도를 앞장세워 함경도로 진격하였다. 함경남도 병마절도사 이혼(李渾)은 병사를 이끌고 이를 요격하려다 일본군 선두의 병사를 바라보고는 싸우지도 않고 도주하였다. 기요마사군은 안변에서 10여일 머무른 뒤, 영흥에 도착하니 "두 왕자는 이 길보 북행했다."라는 방문(榜文)이 있었다. 이에 기요마사는 나오시게를 영흥과 함흥 인근의 수비를 맡겼다. 기요마사는 계속 진군하다가 북청에 이르러 요리후사를 이곳에 남겨두고 음력 7월 15일~16일경 단천에 이르러서는 가신 구키 히로타카(九鬼広隆)를 이곳의 수비를 맡기면서 인근 은광의 굴착을 명하였고 자신은 북진을 계속하였다. 그즈음 임해군(臨海君), 순화군(順和君)은 근왕병을 모집하러 함경도에 있었지만 일본군이 다가오자 마천령산맥(摩天嶺山脈)을 넘어 회령에 들어갔다.

## 전투
함경북도 병마절도사 한극함(韓克諴)은 일본군의 진군을 접하고 이를 요격하려 육진(경흥, 경원, 회령, 종성, 경성, 부령)의 군사를 결집하고 경성에서 남하하였다. 용감하다고 알려진 함경북도의 병력은 마천령에 의거하려 했으나 기요마사군이 먼저 마천령을 넘어 진격하였다.
음력 7월 17일 새벽 해정창(지금의 김책시)에서 전투가 벌여졌다. 조선군이 기병으로 일본군에 다가오자 일본군은 총격으로 이에 응하여 부령부사(富寧府使) 원희(元喜) 이하 300여명을 전사시켰다. 한극함은 패하고 산상에 물러나고 다음날을 기다려 다시 공격하였다. 일본군은 은밀하게 조선군에 다가가 새벽에 끼는 안개를 틈타 함성을 터뜨리며 공격한다. 이에 한극함은 크게 패하여 사상자를 남기고 북쪽으로 벗어나 경성으로 돌아갔다.

## 영향
이 전투 이후 조선인은 일시에 조선 왕조에 반기를 휘날리며 속속 일본군에 귀순한다. 기요마사가 길주, 명천을 거쳐서 경성에 이르자 한극함은 이미 도주한 뒤였고 저항은 없었으며 부령을 지나 음력 7월 22일 고풍산에 도착하여 23일 바로 회령을 공격하려 하자 부사 국경인(鞠景仁)은 임해군, 순화군을 묶어 항복하였다. 기요마사는 이를 허용하며 좌우 십여기만을 이끌고 입성하여 임해, 순화군 및 그 들을 따르던 신하들인 김귀영(金貴榮), 황정욱(黄廷彧), 황혁(黄赫, 황정욱의 아들, 순화군의 장인), 회령부사 문몽헌, 남병사 이영(李瑛), 온성부사 이수(李銖), 경성판관 이홍업(李弘業) 등 20여명의 포로를 두텁게 대접하다. 그러자 조선인들은 이를 듣고 앞다투어 자신의 상관을 포박하여 일본군에게 보냈다. 함경도 전 감사 류영립(柳永立)은 백운산에 숨어 있다가 현지의 조선인이 일본군을 이끌고 생포하였다. 함경남병사 이혼은 갑산으로 피했으나 현지의 조선인들이 그를 죽이고 수급을 일본측에 보냈다. 한극함도 다시 포박되어 함경도 일대는 일본군에 점령된다.
함경도는 조선과 여진의 경계의 땅이자 양자 간에는 오래 전부터 분쟁이 끊이지 않았다. 조선인은 여진을 야인 혹은 북쪽 오랑캐라 불렀다. 거기에서 기요마사는 여진을 토벌한다는 명분을 세워 함경도를 점령하자 종군을 원하는 조선인들이 매우 많았다. 그리고 음력 8월 복속한 회령의 조선인 3,000명을 선봉으로 일본인 8,000명의 진용을 갖추고 마침내 두만강을 건너 만주 오랑캐(兀良哈) 땅으로 쳐들어갔다.